# Rustem Dautov
Rustem Dautov est un joueur d'échecs allemand d'origine tatare né le 28 novembre 1965 à Oufa en Union soviétique. Grand maître international en 1990, il fut vice-champion olympique avec l'équipe d'Allemagne à l'Olympiade d'échecs de 2000.

## Biographie et carrière
Champion d'URSS des moins de 18 ans en 1983, Dautov effectua son service militaire dans l'armée stationnée en Allemagne de l'Est où il participa à plusieurs tournois. En 1984, il termina deuxième du tournoi de 
Berlin. Il remporta les tournois de
- Dresde 1986, 1987 et 1988,
- Rostock 1987,
- Halle 1987,
- Minsk 1988.

Il reçut le titre de maître international en 1989 et celui de grand maître international l'année suivante (en 1990).
Rustem Dautov s'installa à Seeheim-Jugenheim en 1992. Dans les années 1990, il remporta les tournois de
- Münster 1990,
- Porz 1991,
- Bad Lauterberg 1991,
- Nussloch 1996,
- Bad Hombourg 1997,
- Seefeld (Bavière) 1997 et
- Essen 1999.

En 1996, il fut covainqueur du championnat open d'Allemagne avec Arthur Youssoupov.

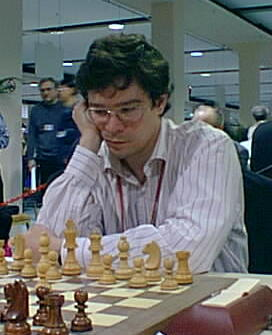
Rustem Dautov à l'olympiade d'échecs de 2000.

Dautov a représenté l'Allemagne lors de cinq olympiades de 1996 à 2004, son meilleur succès étant une médaille d'argent par équipe lors de l'olympiade d'échecs de 2000 où il remporta également deux médailles de bronze individuelles (il jouait au troisième échiquier de l'équipe d'Allemagne).
Dans les années 2000, Rustem Dautov participa au Championnat du monde de la Fédération internationale des échecs 2001-2002 et au Championnat du monde de la Fédération internationale des échecs 2004. Il fut éliminé respectivement au deuxième tour par Predrag Nikolic et au premier tour par Kharlov.